# Telemaco (Gluck)
Il Telemaco, o sia L'isola di Circe  è un'opera di Christoph Willibald Gluck su libretto di Marco Coltellini, allievo di Ranieri de' Calzabigi.
Fu allestita in tutta fretta per i festeggiamenti di nozze tra il principe ereditario, figlio di Maria Teresa d'Austria ed in seguito imperatore Giuseppe II, e Maria Giuseppa di Baviera e fu rappresentata al Burgtheater di Vienna il 30 gennaio 1765.
Rispetto al libretto, l'opera manca sia del balletto-pantomima dei sogni, previsto nel secondo atto, sia di quello conclusivo. Inoltre diversi brani non sono che adattamenti di musiche preesistenti. Non è neppure certo che l'opera fosse originariamente costituita di due soli atti.
A fronte dei capolavori italiani della riforma gluckiana (Orfeo ed Euridice, del 1762; Alceste, del 1767; Paride ed Elena, del 1770), il Telemaco non conobbe alcuna fortuna e, forse anche per questo, non venne mai rivista e completata dall'autore.
Gli interpreti principali della prima sono tuttavia figure di spicco del teatro d'opera, aperte alle nuove tendenze o anche direttamente legati al nome di Gluck: Gaetano Guadagni (già Orfeo in Orfeo ed Euridice), Giuseppe Tibaldi (futuro Admeto nell'Alceste), Rosa Tartaglini ed Elisabeth Teyber.

## Caratteri drammaturgici
Pur senza aderire pienamente allo spirito riformatore, Coltellini sperimentò soluzioni drammaturgiche innovative, per lo meno rispetto al canone metastasiano, assegnando al coro ed ai brani d'assieme, in antitesi al consueto binomio scenico recitativo-aria, una funzione aggregatrice ed unificante. La vicenda si sviluppa senza rigore, dando spazio anche a intrecci secondari.

## Riprese in tempi moderni
L'opera è stata riproposta per la prima volta in tempi moderni alla Konzerthaus di Vienna il 19 maggio 1987.

## Personaggi e interpreti
| personaggio       | tipologia vocale   | primi interpreti, 30 gennaio 1765 (Direttore: - ) |
| ----------------- | ------------------ | ------------------------------------------------- |
| Ulisse            | tenore             | Giuseppe Tibaldi                                  |
| Circe             | soprano            | Elisabeth Teyber                                  |
| Telemaco          | contralto castrato | Gaetano Guadagni                                  |
| Asteria           | soprano            | Rosa Tartaglini                                   |
| Merione           | soprano castrato   | Luca Fabris                                       |
| voce dell'oracolo | basso              |                                                   |